# فالنتين تشوريتش

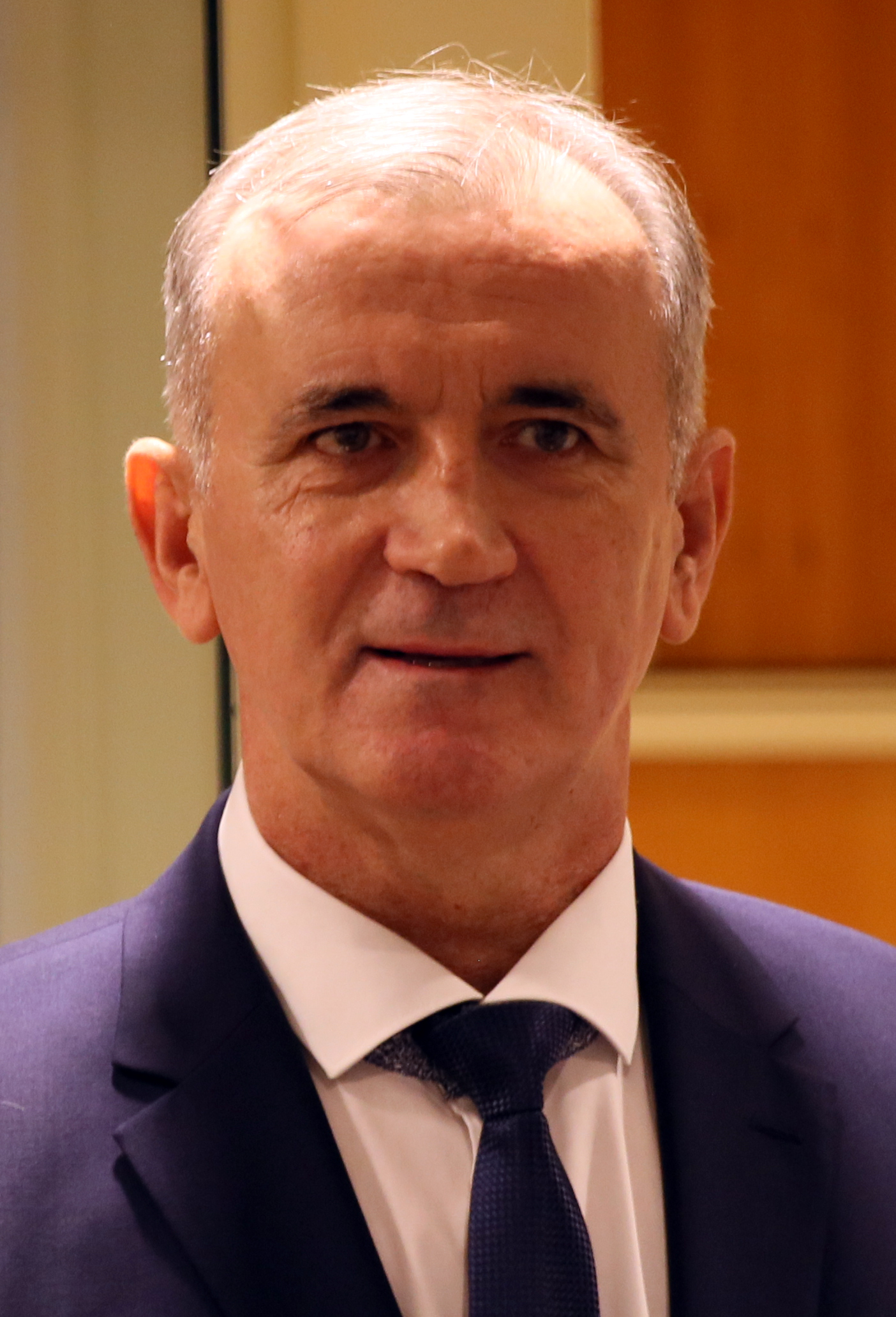
فالنتين تشوريتش في المحكمة الجنائية الدولية ليوغوسلافيا السابقة.

فالنتين تشوريتش (من مواليد 23 يونيو 1956) هو مسؤول سابق لكروات البوسنة والهرسك في الجمهورية الكرواتية في البوسنة والهرسك. وقد أدين بارتكاب جرائم حرب وجرائم ضد الإنسانية من قبل المحكمة الجنائية الدولية ليوغوسلافيا السابقة وحكم عليه بالسجن لمدة 16 عام.

## الخلفية
ولد تشوريتش في 23 يونيو 1956 في باوتشا بالقرب من تشيتلوك في جمهورية البوسنة والهرسك في جمهورية يوغوسلافيا السابقة. تخرج بدرجة في الهندسة التي وضعها للعمل في مناجم البوكسيت تشيتلوك. انتقل من التعدين إلى الجيش عندما أصبح قائد ثكنة التدريب في كرفافيتشي في كرواتيا. في عام 1992 تم تعيينه نائب للأمن وقائد للشرطة العسكرية في مجلس الدفاع الكرواتي. في أواخر عام 1993 قام بتغيير الوزارات ليصبح وزير الداخلية في الجمهورية الكرواتية في البوسنة والهرسك.

## لائحة الاتهام
وفقا للائحة الاتهام كان تشوريتش حتى أبريل 1994 «عضو في منظمة غامضة كان هدفها إنشاء منطقة عرقية نقية ليتم ضمها ودمجها في كرواتيا الكبرى». اتهمت المحكمة كوريتش ب«التحريض على الكراهية السياسية والعرقية والدينية مع استخدام القوة والترهيب والإرهاب (في الغالب عن طريق الاعتقالات الجماعية التي قُتل خلالها أشخاص) لطرد غير الكروات عرقيا من الأراضي التي يسيطر عليها مجلس الدفاع الكرواتي».

## الاتهامات
مأخوذ من بيان صحفي للأمم المتحدة:
- تسع تهم للانتهاكات الجسيمة لاتفاقيات جنيف (القتل العمد والمعاملة اللاإنسانية (الاعتداء الجنسي) والترحيل غير القانوني لمدني والنقل غير القانوني لمدني والحبس غير القانوني لمدني والمعاملة اللاإنسانية (ظروف الحبس) والمعاملة اللاإنسانية وواسعة النطاق تدمير الممتلكات دون أن تكون هناك ضرورة عسكرية تبرر ذلك وبطريقة غير مشروعة وتعسفية والاستيلاء على الممتلكات دون أن تكون هناك ضرورة عسكرية تبرر ذلك وبطريقة غير مشروعة وتعسفية).
- تسع تهم بانتهاك قوانين أو أعراف الحرب (المعاملة القاسية (ظروف الحبس) والمعاملة القاسية والعمل غير القانوني والتدمير العشوائي للمدن أو البلدات أو القرى أو التدمير الذي لا تبرره ضرورة عسكرية والتدمير أو الإضرار المتعمد بالمؤسسات مخصص للدين أو التعليم ونهب الممتلكات العامة أو الخاصة وهجوم غير قانوني على المدنيين وإرهاب المدنيين بشكل غير قانوني ومعاملة قاسية).
- ثماني تهم بارتكاب جرائم ضد الإنسانية (اضطهاد لأسباب سياسية وعرقية ودينية وقتل واغتصاب وترحيل وأعمال غير إنسانية (النقل القسري) وسجن وأعمال غير إنسانية (ظروف الحبس) وأعمال غير إنسانية).